# Connectome

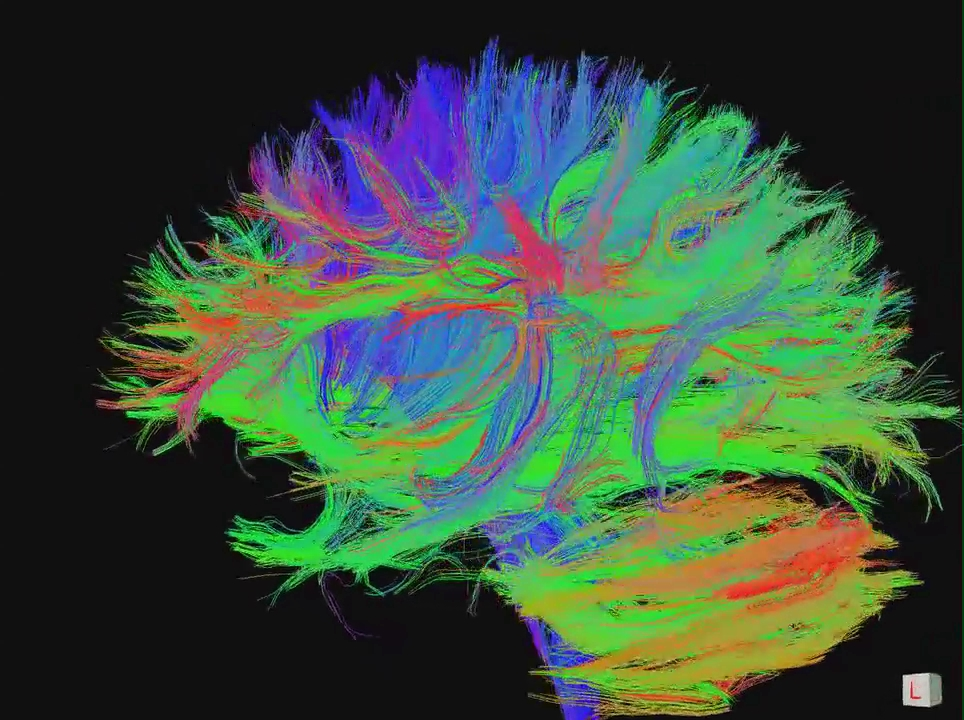

Le connectome est un plan complet des connexions neuronales d'un cerveau.
La production et l'étude des connectomes est la connectomique. À l'échelle microscopique, elle décrit la disposition des neurones et des synapses dans tout ou partie du système nerveux d'un organisme. À l'échelle "macroscopique", elle étudie la connectivité fonctionnelle et structurelle entre toutes les aires corticales et les structures sous-corticales.
En fait, on peut distinguer la connectivité structurelle, fonctionnelle et effective.

## Connectivité structurelle
La connectivité structurelle fait référence aux connexions physiques entre différentes régions du cerveau. Il s’agit principalement des voies anatomiques formées par les axones et des faisceaux de matière blanche qui relient les neurones et les régions du cerveau .

## Connectivité fonctionnelle
La connectivité fonctionnelle fait référence aux dépendances statistiques entre différentes régions du cerveau, indiquant comment ces régions se co-activent au fil du temps. Elle est basée sur les corrélations temporelles de l'activité neuronale et est souvent déduite des données obtenues par imagerie par résonance magnétique fonctionnelle  (IRMf) ou électroencéphalographie (EEG).

## Connectivité effective
La connectivité effective fait référence à l'influence causale qu'une région du cerveau exerce sur une autre, ou aux interactions dirigées entre les régions du cerveau. Ce concept vise à comprendre la directionnalité et la force de l'influence entre les systèmes neuronaux et comment les régions du cerveau communiquent entre elles de manière dynamique. La connectivité effective est souvent évaluée à l'aide de la modélisation causale dynamique (DCM), ou de la causalité de Granger.
La définition formelle de la connectivité effective est plus controversée que les autres connectivités. 
L'approche probablement la plus connue pour la définir est le DCM introduit par Karl J. Friston. Cependant, cette approche a été fortement critiquée pour sa charge computationnelle, qui est irréalisable à l'échelle cérébrale 
. La connectivité effective définie par la causalité de Granger a été principalement étudiée par Anil Seth et est plus faisable pour des calculs à l'échelle cérébrale. Cela a également été critiqué comme une approche axée sur les données de corrélation temporelle plutôt que sur une véritable causalité . Des approches plus récentes, comme la combinaison de la connectivité fonctionnelle et structurelle introduite par Alessandro Crimi ("fonctionnelles et effective liés par la structure"), répondent à certains de ces problèmes .

## Origine, utilisations et définition du terme «connectome»
En 2005, le Dr Olaf Sporns à l'Université de l'Indiana et le Dr Patric Hagmann de l'hôpital universitaire de Lausanne ont proposé simultanément et indépendamment le terme « connectome » pour désigner le plan des connexions neuronales d'un cerveau.
Ce mot est directement inspiré de l'effort fourni pour séquencer le code génétique humain : construire un génome.
La connectomique (Hagmann, 2005) a été définie comme la science qui s'intéresse à l'assemblage et l'analyse de données de connectomes. Dans leur article de 2005, le connectome humain , une description structurelle du cerveau humain, Sporns et ses collègues écrivent : « Pour comprendre le fonctionnement d'un réseau, on doit connaître ses éléments et ses interconnexions. Le but de cet article est de discuter des stratégies de recherche dans le but de faire une description complète de la structure d'un réseau d'éléments et de connexions qui forment le cerveau humain. Nous proposons d'appeler ces données "connectome", et nous pensons qu'il est fondamentalement important dans les neurosciences cognitives et en neuropsychologie. Le connectome augmentera considérablement notre compréhension des processus émergents fonctionnels à partir des structures cérébrales et il fournira de nouvelles idées sur les mécanismes qu'utilise le cerveau si les structures cérébrales sont endommagées. »

## Connectome humain
Financé par l'Institut national de la santé des États-Unis, le Human Connectome Project (« Projet du connectome humain ») cherche à produire un plan du réseau de neurones de cerveaux d'humains adultes en bonne santé.

## Connectome animal
Le connectome d'espèces animales, par exemple d'insectes, peut être étudié pour lui-même ou comme modèle animal. On a ainsi reconstruit toutes les connexions neuronales et synaptiques d'une espèce modèle classique, le nématode Caenorhabditis elegans, (un ver rond). On a aussi déchiffré des connectomes partiels de la rétine et du cortex visuel primaire de la souris.
La contrôlabilité des systèmes complexes a fait l'objet d'études offrant un cadre mathématique pour explorer la nature des liens susceptibles d'exister entre structure et fonction des réseaux biologiques, sociaux et technologiques,,. Jusqu'en 2016, ces principes de contrôle étaient surtout connus par la théorie, mais rarement par des preuves expérimentales de leur validité. De telles preuves sont peu à peu apportées par des expériences utilisant le nématode C. elegans en observant l'effet de l'ablation au laser de certains neurones sur le comportement locomoteur de l'animal. Il devient possible de mieux associer un certain nombre de classes neuronales à certains mouvements et comportements ou fonctions.
Le connectome complet — synapse par synapse — est établi pour trois organismes comportant plusieurs centaines de neurones cérébraux (le nématode C. elegans en 2013, la larve de l'ascidie Ciona intestinalis en 2016 et l'annélide marin Platynereis dumerilii en 2020), puis en 2023 pour la larve de la drosophile Drosophila melanogaster (3 016 neurones, 548 000 synapses).

## Le connectome à différentes échelles
Un connectome optimal serait la cartographie précise des connexions de chaque neurone ce qui est techniquement très long, très coûteux et nécessite le stockage et l'utilisation d'une quantité volumineuse de données.
Un cerveau humain contient au moins 1010 neurones liés par 1014 connexions synaptiques. Par comparaison, le nombre de paires de bases dans un génome humain est de 3 × 109. On peut imaginer des approches à différentes échelles faites de manière parallèle.